# Казе Нуове (Парма)
Казе Нуове је насеље у Италији у округу Парма, региону Емилија-Ромања.
Према процени из 2011. у насељу је живело 133 становника. Насеље се налази на надморској висини од 43 м.